# 纳扎雷-达马塔
纳扎雷-达马塔是巴西伯南布哥州的一个市镇。总面积141.3平方公里，总人口29256人，人口密度207人/平方公里。